# Saint-Jean-de-la-Léqueraye
Saint-Jean-de-la-Léqueraye ist eine Ortschaft und eine ehemalige französische Gemeinde mit 68 Einwohnern (Stand: 1. Januar 2019) im Département Eure in der Region Normandie. Sie gehörte zum Arrondissement Bernay und zum Kanton Beuzeville.
Mit Wirkung vom 1. Januar 2019 wurden die ehemaligen Gemeinden Saint-Georges-du-Mesnil und Saint-Jean-de-la-Léqueraye zur Commune nouvelle Le Mesnil-Saint-Jean zusammengelegt und haben in der neuen Gemeinde den Status einer Commune déléguée. Der Verwaltungssitz befindet sich im Ort Saint-Georges-du-Mesnil.

## Geografie
Saint-Jean-de-la-Léqueraye liegt in Nordfrankreich in der Landschaft Lieuvin, 42 Kilometer südöstlich von Le Havre, etwa 16 Kilometer nordwestlich von Bernay, dem Sitz der Unterpräfektur des Arrondissements, und 2,7 Kilometer südwestlich von Saint-Georges-du-Vièvre, auf einer mittleren Höhe von 143 Metern über dem Meeresspiegel. Nachbarorte von Saint-Jean-de-la-Léqueraye sind La Poterie-Mathieu im Nordwesten, Saint-Georges-du-Vièvre im Nordosten, Saint-Victor-d’Épine im Südosten und Saint-Georges-du-Mesnil im Süden. Der Bach La Croix Blanche fließt durch das Gebiet.
In Saint-Jean-de-la-Léqueraye besteht die Gefahr sich plötzlich im Boden bildender metertiefer Löcher. Die sogenannten Marnières sind alte Mergelgruben, die sich zum Beispiel nach starkem Regen öffnen können, wenn die Schuttfüllung in die Seitengänge geschwemmt wird. Durchschnittlich gibt es im Département Eure etwa 15 unterirdische Hohlräume, besonders Mergelgruben und Versickerungsstrecken pro Quadratkilometer. In Saint-Jean-de-la-Léqueraye gibt es insgesamt dreißig unterirdische Hohlräume, zwei davon sind Mergelgruben, ein Hohlraum ist karstischen Ursprungs.
Die Ortschaft ist einer Klimazone des Typs Cfb (nach Köppen und Geiger) zugeordnet: Warmgemäßigtes Regenklima (C), vollfeucht (f), wärmster Monat unter 22 °C, mindestens vier Monate über 10 °C (b). Es herrscht Seeklima mit gemäßigtem Sommer.

## Geschichte
Saint-Jean-de-la-Léqueraye wurde im 13. Jahrhundert unter den Namen Laschereia und Lesquereia erstmals urkundlich erwähnt. 1376 trug die Ortschaft den Namen S. Jean de la Lesqueraie. Bei Saint Jean handelt es sich um Johannes den Täufer. Laut Walther von Wartburg ist Laschereia aus einem Dialektwort entstanden, das ‚Sumpfwiese‘ bedeutet.
Im Ancien Régime gab es neben dem Hauptlehen drei kleine Lehen in der Gemeinde: Laudière, Le Bois Louvet und Beaupotier. Drei weitere Lehen mit Sitz in anderen Ortschaften hatten Grundbesitz in Saint-Jean-de-la-Léqueraye: La Graffionaire, Launay (in Saint-Georges-du-Vièvre) und La Fortière (in Épreville-en-Lieuvin).
1793 erhielt Saint-Jean-de-la-Léqueraye im Zuge der Französischen Revolution (1789–1799) den Status einer Gemeinde und 1801 unter dem Namen Saint-Jean durch die Verwaltungsreform unter Napoleon Bonaparte das Recht auf kommunale Selbstverwaltung.
In der ersten Hälfte des 19. Jahrhunderts wurde die Kirche der Gemeinde zerstört. Seitdem hat die Gemeinde keine Pfarrkirche mehr. Eine ursprüngliche Kirche soll schon im 11. Jahrhundert existiert haben. Der Pfarrer der Gemeinde wurde vom Bistum Lisieux gewählt.

### Bevölkerungsentwicklung
| Jahr      | 1793 | 1800 | 1841 | 1872 | 1891 | 1931 | 1954 | 1962 | 1968 | 1982 | 1990 | 1999 | 2011 |
| --------- | ---- | ---- | ---- | ---- | ---- | ---- | ---- | ---- | ---- | ---- | ---- | ---- | ---- |
| Einwohner | 400  | 475  | 381  | 299  | 185  | 95   | 114  | 95   | 71   | 51   | 37   | 46   | 55   |

## Kultur und Sehenswürdigkeiten

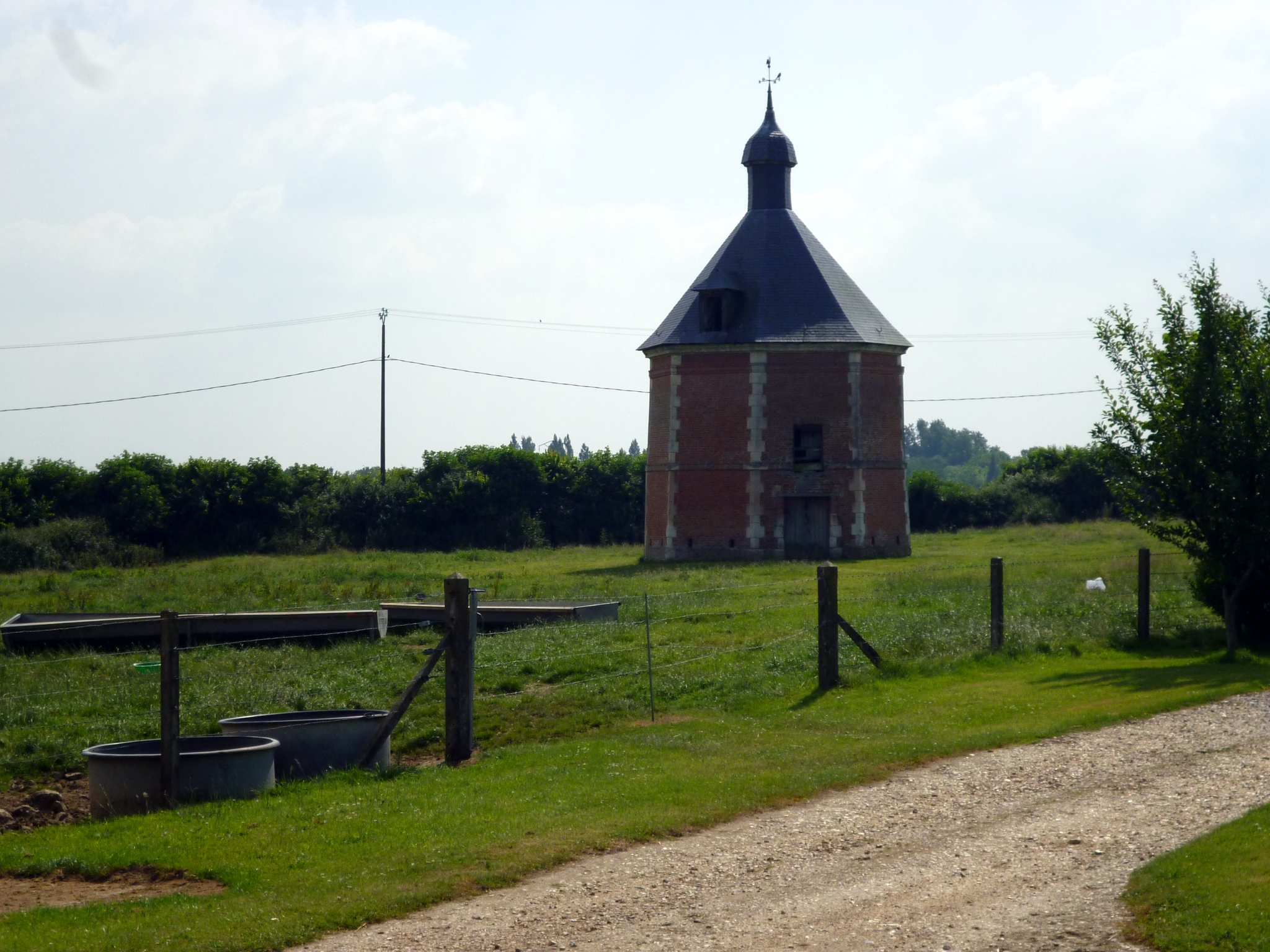
Taubenhaus aus dem 17. Jahrhundert

Das Lehen Le Bois Louvet wurde 1190 erstmals urkundlich erwähnt, also schon, vor Saint-Jean-de-la-Léqueraye. Das Taubenhaus wurde im 17. Jahrhundert erbaut, das Hauptgebäude und die Scheune im 18. Jahrhundert, der Brotbackofen im 19. Jahrhundert.
Das Lehen L’Audière wurde 1698 erstmals urkundlich erwähnt. Wohngebäude und landwirtschaftliche Gebäude stammen aus dem 17. Jahrhundert.

## Wirtschaft und Infrastruktur
Im Jahr 2009 waren 26,9 Prozent der Erwerbstätigen in der damaligen Gemeinde beschäftigt, die anderen waren Pendler. 3,7 Prozent der Arbeitnehmer waren arbeitslos.
Der nächstgelegene Haltepunkt ist der 10,3 Kilometer entfernte Bahnhof Glos-Monfort in Glos-sur-Risle. Der nächste Flughafen ist der 33,6 Kilometer entfernt liegende Flughafen Deauville in Saint-Gatien-des-Bois.

### Lokale Produkte
In der Ortschaft gelten kontrollierte Herkunftsbezeichnungen (AOC) für Pont-l’Évêque-Käse, Calvados und Pommeau de Normandie sowie geschützte geographische Angaben (IGP) für Schweinefleisch (Porc de Normandie), Geflügel (Volailles de Normandie) und Cidre (Cidre de Normandie und Cidre normand).
Auf dem Bauernhof des ehemaligen Lehens Le Bois Louvet wird unter anderem Speiseeis hergestellt. Neben den normalen Geschmacksrichtungen gibt es auch regionale Spezialitäten, wie zum Beispiel Calvadoseis oder Pont-l’Évêque-Eis.